# Рисвајлер
Рисвајлер (њем. Riesweiler) општина је у њемачкој савезној држави Рајна-Палатинат. Једно је од 134 општинска средишта округа Рајн-Хунсрик. Према процјени из 2010. у општини је живјело 756 становника. Посједује регионалну шифру (AGS) 7140127.

## Географски и демографски подаци
Рисвајлер се налази у савезној држави Рајна-Палатинат у округу Рајн-Хунсрик. Општина се налази на надморској висини од 450 метара. Површина општине износи 16,8 km². У самом мјесту је, према процјени из 2010. године, живјело 756 становника. Просјечна густина становништва износи 45 становника/km².